# Anu Tali
Anu Tali (Tallinn, 18 giugno 1972) è una direttrice d'orchestra estone. È direttrice musicale della Sarasota Orchestra ed è cofondatrice della Orchestra sinfonica nordica.

## Biografia
Anu Tali nacque a Tallinn. Iniziò la sua formazione musicale come pianista e si diplomò al Liceo Musicale di Tallinn nel 1991. Continuò i suoi studi presso l'Accademia estone di musica come direttore d'orchestra con Kuno Areng, Toomas Kapten e Roman Matsov. Dal 1998 al 2000, studiò al Conservatorio di San Pietroburgo con Ilya Musin e successivamente con Leonid Korchmar. Iniziò gli studi di direzione orchestrale nel 1995 con Jorma Panula all'Accademia Sibelius di Helsinki. Nel 1997 Tali e sua sorella gemella Kadri Tali fondarono l'Orchestra sinfonica estone-finlandese, con Anu Tali come direttore d'orchestra e Kadri Tali come manager. L'orchestra in seguito assunse il nome di Orchestra sinfonica nordica. Tali e l'Orchestra sinfonica nordica fecero il loro debutto nel 2002 con Il volo del cigno, per l'etichetta Finlandia/Warner Classics, che realizzò due registrazioni in prima mondiale, le suite orchestrali Oceano e Il volo del cigno di Veljo Tormis. Questa registrazione le valse il premio Young Artist of the Year agli Echo Klassic Awards del 2003 in Germania. La loro seconda registrazione fu Azione passione illusione, anch'essa su Warner Classics.
Nel Nord America Tali fece il suo debutto negli Stati Uniti con la New Jersey Symphony Orchestra nel gennaio 2005. Nell'aprile 2007 Tali fu nominata direttore musicale della Manitoba Chamber Orchestra e avrebbe dovuto iniziare dopo settembre 2007. Nel novembre 2007 però  l'orchestra annunciò che con Tali non erano riusciti a concordare le condizioni contrattuali e Tali non occupò mai quel posto nella Manitoba.
Nell'estate del 2006 Tali debuttò al Festival dell'opera di Savonlinna con una nuova produzione di Carmen e anche al Festival di Salisburgo con l'Mozarteum Orchestra. Il suo lavoro nella musica contemporanea comprende la prima americana di Songs of Wars I Have Seen di Heiner Goebbels.
Tali fece la sua prima apparizione come direttore ospite alla Sarasota Orchestra nel febbraio 2011. Nel giugno 2013, l'Orchestra nominò Tali suo prossimo direttore musicale, in vigore dal 1º agosto 2013, con un contratto iniziale di 3 anni. L'orchestra ha prolungato il suo contratto per altri 3 anni nel 2016. Nell'ottobre 2017 l'orchestra ha annunciato che Tali dovrà dimettersi dalla direzione musicale dell'orchestra nel 2019.

## Vita privata
Tali e suo marito Hendrik Agur, direttore del Liceo classico Gustav Adolf di Tallinn, si sono sposati nel 2014 e la coppia ha un figlio, nato a maggio 2015. Tra i suoi premi e riconoscimenti figurano il Premio Culturale dell'Estonia 2003 e il Premio Presidenziale di Estonia nel 2004. Tali ha anche registrato musica estone con la RSO di Francoforte.